# Лесной (Богородский район)
Лесно́й — сельский посёлок в Богородском районе Нижегородской области. Входит в состав Хвощёвского сельсовета.
Посёлок располагается на правом берегу реки Кудьмы.